# XVI edició de la Mostra de València
La XVI edició de la Mostra de València, coneguda oficialment com a XVI Mostra de València - Cinema del Mediterrani, va tenir lloc entre el 13 i el 21 d'octubre de 1995 a València. Les projeccions es van fer a les sis sales dels Cines Martí de València. Es van projectar un total de 92 pel·lícules, de les que 32 (el 43 %) no són de països mediterranis: 14 a la secció oficial, 13 a la secció informativa, 2 a la secció especial, 5 de l'homenatge a Concha Piquer, 6 de l'homenatge a Vicente Escrivá, 7 dels homenatges a José Antonio Rojo, Ana Mariscal, Silvia Pinal i Silvana Pampanini, 9 del cinema musical egipci, 18 del Cicle Thiller Killer i Horror Camp, 11 al cicle "100 anys de cinema" i 7 al "cinema italià de qualitat". El cartell d'aquesta edició seria fet per Vicente Ferrer Azcotti.
La gala d'inauguració fou presentada per Cayetana Guillén Cuervo i Gustavo Salmerón, i hi van assistir Concha Márquez Piquer, Silvia Pinal i Tippi Hedren, que va rebre la Palmera d'Honor a tota la seva carrera. Es presenta el documental Romance de Valentía de Sonia Herman Dolz, sobre el torero valencià Enrique Ponce, i es projecta Dos crímenes del mexicà Roberto Sneider. La gala de clausura fou presentada per Miguel Ortiz Llonis.

## IV Congrés Internacional de Música al Cinema
Alhora s'hi va celebrar el IV Congrés Internacional de Música la Cinema, en el que es volia reconèixer el paper de la música al cinema. Fou nomenat president honorífic el polític valencià José Rafael García-Fuster González-Alegre, i es va retre homenatge a Michel Legrand, qui va dirigir el concert inaugural interpretat per l'Orquestra de València al Palau de la Música de València. Hi participarien, entre d'altres, Riz Ortolani, George Fenton, John Addison, Rafael Beltrán Moner, Alain Jomy i Juan Bardem Aguado.

## Pel·lícules exhibides

### Secció oficial
- Machaho de Belkacem Hadjadj
- Tuyur al Zalam de Sherif Arafa
- La leyenda de Balthasar el castrado de Juan Miñón [6]
- Le Fabuleux Destin de madame Petlet de Camille de Casabianca
- Telos Epohis d'Antonis Kokkinos
- Aretz Hadasha d'Orna Ben-Dor Niv
- Belle al bar d'Alessandro Benvenuti
- La scuola de Daniele Luchetti
- Kanya ya ma kan, Beyrouth de Jocelyne Saab
- Hikayat al-Jawahir al-Thalath de Michel Khleifi
- Sinais de Fogo de Luís Filipe Rocha
- Al Lagat de Riad Shaya
- La Danse du feu de Selma Baccar
- Yengeç Sepeti de Yavuz Özkan

### Secció informativa
- Confidences à un inconnu de Georges Bardawil
- Douce France de Malik Chibane
- Miele dolce amore de Enrico Coletti
- Uomini uomini uomini de Christian De Sica

### Secció especial
- The Fourth Part of the Brain de Nenad Dizdarević
- Sólo es una noche d'Enrique Belloch

### Cinema musical egipci
- Fatmah (1947) d'Ahmed Badrakhan
- Afrita hanem (1949) de Henry Barakat
- Yawm Sa'id (1949) de Mohammed Karim.
- Ya Mehalabeya Ya (1991) de Sherif Arafa

### 100 anys de cinema
- Els magnífics Amberson (1942) d'Orson Welles
- Els trenta-nou graons (1935) d'Alfred Hitchcock
- Tot per un somni (1995) de Gus Van Sant

## Jurat
Fou nomenada presidenta del jurat l'actriu mexicana Silvia Pinal, i la resta del tribunal va estar format exclusivament per dones: la directora francesa Kathleen Fonmarty, l'actriu egípcia Laila Elwi, l'actriu hispano-argentina Mabel Karr i l'actriu italiana Silvana Pampanini

## Premis
- Palmera d'Or (2.000.000 pessetes): La leyenda de Balthasar el castrado de Juan Miñón [9][10]
- Palmera de Plata (800.000 pessetes): Belle al bar d'Alessandro Benvenuti
- Palmera de Bronze (500.000 pessetes): Tuyur al Zalam de Sherif Arafa
- Premi Pierre Kast al millor guió: Daniele Luchetti per La scuola
- Menció a la millor interpretació femenina: Maïté per Le Fabuleux Destin de madame Petlet de Camille de Casabianca
- Menció a la millor interpretació masculina: Alessandro Benvenuti per Belle al bar d'Alessandro Benvenuti
- Menció a la millor banda sonora: Mario de Benito per La leyenda de Balthasar el castrado de Juan Miñón
- Menció a la millor fotografia: Acácio de Almeida per La leyenda de Balthasar el castrado de Juan Miñón